# Бодеев, Касым
Касым Бодеев (1900—1977) — советский работник сельского хозяйства, рисовод, Герой Социалистического Труда.

## Биография
Родился в 1900 году в Акмолинском уезде Акмолинской области (ныне - Байконурский район города Астаны). Происходит из подрода алтыбас рода узын племени кыпшак.
Работал рисоводом в Кзыл-Ординской области Казахской ССР.
За всю историю рисосеяния в Кзыл-Ординской области лишь трижды урожай риса превышал 100 центнеров с гектара. В 1936 году С. Жусупов из колхоза «Заря» снял урожай на площади в 7 га по 120 центнеров. В том же году на опытной делянке в 1 га один селекционер-самоучка в Чиили снял по 110 центнеров с гектара. В годы войны Ибрай Жахаев и Ким Ман Сам каждый на участке в 5 га собрали по 150—170 центнеров.
Касым Бодеев в 1968 году уже на площади в 20 га получил урожай по 107,6 центнеров на круг. Достижение Бодеева получило массовое распространение, нашло множество последователей в каждом рисосеющем хозяйстве. За достижения в труде он стал Героем Социалистического Труда.
Касым Бодеев вызвал на социалистическое соревнование рисоводов Крыма, Средней Азии, Кубани и Украины. Херсонский рисовод Герой Социалистического Труда Л. Н. Дудченко, а также рисоводы Е. Г. Свижина, А. П. Проточенко, приняли вызов казахстанского рисовода соревноваться за получение 60 центнеров риса с гектара на всей площади посева и успешно выполнили свои обязательства.
Скончался в 1977 году7.

## Семья
Жена: Рахметқызы Күнбала. Дочь: Бөдеева Гүлжахан (1938 г.р.). Сын: Бөдеев Тұрым (1947—1997).

## Награды
- Герой Социалистического Труда
- Орден Ленина